# Luis Camacaro
Luis Alberto Camacaro (24 novembre 1967) è un ex calciatore venezuelano, di ruolo centrocampista.